# این زیبای خارق‌العاده
این زیبای خارق‌العاده (به انگلیسی: This Beautiful Fantastic) فیلمی محصول سال ۲۰۱۶ به کارگردانی سایمون ابود است. در این فیلم بازیگرانی همچون جسیکا براون فیندلی، تام ویلکینسون، اندرو اسکات، جرمی ایروین، و آنا چنسلر ایفای نقش کرده‌اند.

## داستان
بلا براون یک زن جوان مبتلا به اختلال وسواس فکری اجباری است .  او در یک کتابخانه عمومی کار می کند و سعی دارد کتابی برای کودکان بنویسد. ترس بلا از گیاهان باعث می شود که از باغ خانه اجاره ای خود غافل شود. بلا با همسایه همسایه‌اش، بیوه‌ای به نام آلفی استیونسون، و آشپزش ورنون ملاقات می‌کند. پس از گزارش آلفی به بلا، صاحبخانه‌اش یک ماه به او فرصت می‌دهد تا باغ را بهبود بخشد، یا با اخراج مواجه می‌شود. همانطور که بلا در باغ کار می کند، با آلفی که ورنون متقاعد کرده است به او کمک کند، پیوند می زند. آلفی به او کمک می کند تا از طبیعت قدردانی کند. او همچنین عاشقانه ای را با بیلی آغاز می کند، مخترعی که به کتابخانه مراجعه می کند و او را برای نوشتن داستانی جدید ترغیب می کند